# Blastula
Blastula (nlat. blastula: mala klica ← grč. βλαστός (blastós): klica, zametak) šuplja je sfera koja okružuje unutrašnju tekućinom ispunjenu šupljinu zvanu blastocel koji se formira tijekom ranog stadija embrionalnog razvoja u životinja. Razvoj embrija počinje kada spermij oplodi jajašce čime nastaje zigota koja prolazi mnogo cijepanja da bi se razvila u kuglu stanica zvanu morula. Tek nakon formiranja blastocela rani embrij postaje blastula. Blastula prethodi formiranju gastrule u kojoj se formiraju zametni listići embrija.
Opće svojstvo blastule kralježnjaka jest u tome da se sastoji od sloja blastomera, nazvana blastoderm, koji okružuje blastocel. U sisavaca se blastula naziva blastocista. Blastocista sadrži embrioblast (ili unutrašnju staničnu masu) koji se naposljetku razvija u definitivne strukture fetusa te trofoblast koji nastavlja formirati ekstraembrionalna tkiva.
Tijekom razvojnog stadija blastule u ranom se embriju zbiva značajna količina aktivnosti radi uspostave staničnog polariteta, stanične specifikacije, formacije osi i regulacije genske ekspresije. U mnogim vrstama poput Drosophile i Xenopusa midblastularna tranzicija (MBT) jest presudan korak u razvoju tijekom kojeg se maternalna mRNA degradira, a kontrolu nad razvojem preuzima embrij. Mnoge interakcije između blastomera ovise o ekspresiji kadherina, navlastito E-kadherina u sisavaca i EP-hadherina u vodozemaca.
Istraživanje blastule i stanične specifikacije ima mnogo implikacija u polju istraživanja matičnih stanica, ali također kontinuirano poboljšava liječenje plodnosti. Embrionalne matične stanice čine polje koje, premda kontroverzno, ima ogroman potencijal u liječenju bolesti. U Xenopusu se blastomere ponašaju kao pluripotentne matične stanice koje mogu migrirati niz nekoliko putova ovisno o staničnoj signalizaciji. Manipuliranjem staničnim signalima tijekom razvojnog stadija blastule mogu se formirati razna tkiva. Ovaj potencijal može biti instrumentalan u regenerativnoj medicini za bolesti i slučajeve ozljeda. Fertilizacija in vitro uključuje implantaciju blastule u majčin uterus. Implantacija stanica blastule može služiti u eliminaciji neplodnosti.

## Više informacija
- blastocista
- stanična diferencijacija
- gastrulacija
- polaritet u embriogenezi